# Megacheira
Megacheira (лат.) — класс вымерших морских членистоногих. Классификация неясна, одни сближают этих животных с ракообразными, другие — хелицеровыми или относят к группе Proschizoramia, или относят к надклассу Arachnomorpha.
Имели двустворчатый панцирь. Длина тела составляла 2—5 см.
Роды класса: Leanchoilia, Alalcomenaeus, Yohoia, Occacaris, Sanctacaris, Fortiforceps, Kootenichela и Jianfengia.
Обитали в кембрийском периоде.
- Отряд †Fortiforcipida Hou and Bergström, 1997
  - Семейство †Fortiforcipidae Hou and Bergström, 1997
    - †Fortiforceps Hou and Bergström, 1997
      - †Fortiforceps foliosa Hou and Bergström, 1997 — Китай

  - Семейство †Kootenichelidae Legg, 2013
    - †Kootenichela Legg, 2013
      - †Kootenichela deppi Legg, 2013 — Канада

    - †Worthenella 
      - †Worthenella cambria Walcott, 1911 — Канада
- Отряд †Yohoiida Simonetta and Delle Cave, 1975
  - Семейство †Yohoiidae Henriksen, 1928
    - †Yohoia — Канада
- ?Отряд †Leanchoiliida
  - ?Семейство †Leanchoiliidae
    - †Alalcomenaeus Simonetta, 1970
    - †Leanchoilia Walcott, 1912